# Thienemannimyia laeta
Thienemannimyia laeta är en tvåvingeart som först beskrevs av Johann Wilhelm Meigen 1818.  Thienemannimyia laeta ingår i släktet Thienemannimyia och familjen fjädermyggor. Arten är reproducerande i Sverige. Inga underarter finns listade i Catalogue of Life.